# دودو بيتون
دودو بيتون (بالعبرية: דודו ביטון‏) (1 مارس 1988 بنتانيا في إسرائيل - ) هو لاعب كرة قدم إسرائيلي في مركز الهجوم. شارك مع منتخب إسرائيل تحت 19 سنة لكرة القدم ومنتخب إسرائيل تحت 21 سنة لكرة القدم. أما مع النوادي، فقد لعب مع ستاندارد لييج وفيسوا كراكوف ومكابي حيفا ونادي أبويل ونادي ألكوركون ونادي رويال شارلروا ونادي ماريبور ونادي مكابي تل أبيب ونادي هبوعيل تل أبيب وهبوعيل بتاح تكفا ‏ وHapoel Ra'anana A.F.C. ‏ وهبوعيل كفار سابا ‏.

## وصلات خارجية
- دودو بيتون على موقع قاعدة بيانات كرة القدم.إي يو (الإنجليزية)
- دودو بيتون على موقع Soccerway.com (الإنجليزية)